# Therèse (pel·lícula)
Therèse és una pel·lícula muda en blanc i negre sueca del 1916 dirigida per Victor Sjöström.

## Argument
Una noia jove anomenada Therese s'ha casat per conveniència amb un home ric més gran que ella per tal de portar una vida benestant.

## Repartiment
- Lili Bech - Teresa
- Lars Hanson - Gerhard, estudiant
- Albin Lavén - Rell, cap de districte
- Mathias Taube - Kembell, advocat
- Robert Sterling Ramb, avaluador de justícia penal
- Albert Ståhl - Dona
- Josua Bengtson - Detectiu
- Jenny Tschernichen-Larsson - Mare de Teresa

## Producció
La pel·lícula es va estrenar el 2 d'octubre de 1916 al Cosmorama de Göteborg. Com a guió de la pel·lícula, tenen dos guions dels autors Johanne Skram Knudsen i Poul Knudsen. La pel·lícula es pot veure com l'últim acte de la pel·lícula Gatans barn del 1914, al començament de la pel·lícula se sent un fort ressò de com va acabar, la mare que ha de deixar el seu fill petit i té prohibit tornar-lo a veure mai més, però els noms, les persones i els entorns són completament nous. El rodatge va tenir lloc a l'estudi del Swedish Biografteatern a Estocolm amb algunes escenes filmades al vestíbul de Röda Kvarn per Henrik Jaenzon. El guionista E.V. Juhlström és un pseudònim per Ester Julin i Victor Sjöström. La pel·lícula es va exportar a diversos països com Argentina, Xile i França